# Encalypta sibirica
Encalypta sibirica là một loài rêu trong họ Encalyptaceae. Loài này được Weinm. Warnst. mô tả khoa học đầu tiên năm 1913.